# 凱達貝克
40°33′56″N 45°48′58″E / 40.56556°N 45.81611°E
凱達貝克亞美尼亞語：,是阿塞拜疆的城鎮，也是凱達貝克區的首府，位於該國西北部，距離首都巴庫444公里，始建於十九世紀，海拔高度1,467米，2010年人口9,161。

## 外部連結
- World Gazetteer: Azerbaijan – World-Gazetteer.com